# Dominio d'integrità
In algebra, un dominio d'integrità è un anello commutativo con unità tale che {\displaystyle 0\neq 1} in cui il prodotto di due qualsiasi elementi non nulli è un elemento non nullo. I domini di integrità sono estensioni degli interi e forniscono un insieme naturale per lo studio della divisibilità.
In altre parole, un dominio d'integrità è un anello commutativo privo di divisori dello zero. Più precisamente l'anello {\displaystyle (A;+,\cdot )} è un dominio d'integrità se valgono le seguenti condizioni:
- {\displaystyle a\cdot b=b\cdot a\ \ \forall a,b\in A}
- {\displaystyle a\cdot b=0\Rightarrow a=0\ \lor \ b=0}

La seconda legge viene detta legge di annullamento del prodotto. Equivalentemente, un dominio di integrità può essere definito come un anello commutativo in cui l'ideale nullo {\displaystyle \{0\}} è primo, o come sottoanello di un qualche campo.
La condizione che {\displaystyle 0\neq 1} serve all'unico scopo di escludere l'anello banale {\displaystyle \{0\}} con un solo elemento.

## Esempi

### Domini d'integrità
- L'esempio tipico è l'anello {\displaystyle \mathbb {Z} } degli interi.
- Ogni  campo è un dominio di integrità. Viceversa, ogni dominio di integrità artiniano è un campo. In particolare, gli unici domini di integrità finiti sono i campi finiti.
- L'anello {\displaystyle D[x]} dei polinomi in {\displaystyle x} a coefficienti in un dominio di integrità {\displaystyle D} è anch'esso un dominio di integrità. Per esempio, l'anello {\displaystyle \mathbb {Z} [x]} dei polinomi a coefficienti interi è un dominio d'integrità; così come l'anello {\displaystyle \mathbb {R} [x,y]} dei polinomi in due variabili a coefficienti reali.
- L'insieme di tutti i numeri reali della forma {\displaystyle a+b{\sqrt {2}}} con {\displaystyle a} e {\displaystyle b} interi è un sottoanello di {\displaystyle \mathbb {R} } e quindi un dominio d'integrità. Un esempio simile è dato dal sottoanello dei numeri complessi della forma {\displaystyle a+bi} con {\displaystyle a} e {\displaystyle b} interi (gli interi gaussiani).
- Gli interi p-adici.
- Se {\displaystyle U} è un sottoinsieme aperto connesso del piano complesso {\displaystyle \mathbb {C} }, allora l'anello {\displaystyle H(U)} delle funzioni olomorfe {\displaystyle f\colon U\to \mathbb {C} } è un dominio d'integrità.
- Se {\displaystyle A} è un anello commutativo e {\displaystyle P} è un ideale in {\displaystyle A}, allora l'anello quoziente {\displaystyle A/P} è un dominio d'integrità se e solo se {\displaystyle P} è un ideale primo.

### Anelli che non sono domini d'integrità
- Il gruppo ciclico finito con {\displaystyle n} elementi ha anche una ovvia struttura di anello commutativo. Se {\displaystyle n} è un numero primo, questo anello è un campo, e quindi anche un dominio di integrità. Se invece {\displaystyle n} non è primo, l'anello non è un dominio di integrità. Infatti: poiché {\displaystyle n} non è primo esistono {\displaystyle a<n} e {\displaystyle b<n} tali che {\displaystyle n=ab}, e tale uguaglianza nel gruppo diventa {\displaystyle 0=ab}, con {\displaystyle a} e {\displaystyle b} diversi da zero.
- Un anello non commutativo non è un dominio di integrità. Ad esempio, l'anello delle matrici {\displaystyle n\times n} generalmente non è commutativo.

## Campo delle frazioni
Se {\displaystyle A} è un dominio d'integrità, il più piccolo campo {\displaystyle \mathrm {Quot} (A)} che contiene {\displaystyle A} come sottoanello è unicamente determinato a meno di isomorfismi ed è chiamato campo delle frazioni o campo quoziente di {\displaystyle A}. 
Il campo quoziente può essere costruito esplicitamente, quozientando l'insieme delle coppie del prodotto cartesiano di {\displaystyle A}, scritte nella forma {\displaystyle a/b}, con {\displaystyle a} e {\displaystyle b} in {\displaystyle A} e {\displaystyle b\neq 0}, tramite la relazione di equivalenza {\displaystyle a/b\sim c/d} se e solo se {\displaystyle ad=bc} e munendolo delle operazioni
{\displaystyle a/b+c/d=(ad+bc)/bd}
{\displaystyle (a/b)(c/d)=ac/bd}.
Il campo delle frazioni degli interi è il campo dei numeri razionali: in questo caso la relazione di equivalenza è quella solita, per cui {\displaystyle 4/3} e {\displaystyle 8/6} sono in verità lo stesso numero razionale. Il campo delle frazioni di un campo è il campo stesso.

## Altre proprietà
Sia {\displaystyle A} un dominio d'integrità.
- Se {\displaystyle a} e {\displaystyle x} sono due elementi di {\displaystyle A} tali che {\displaystyle ax=a} e {\displaystyle a} è diverso da zero, allora "si può semplificare" anche se {\displaystyle a} non è invertibile, e ottenere {\displaystyle x=1}: infatti abbiamo {\displaystyle a(x-1)=0} e quindi {\displaystyle x=1} perché {\displaystyle A} è un dominio d'integrità.
- La caratteristica di {\displaystyle A} è zero o un numero primo.
- Se {\displaystyle A} ha caratteristica prima {\displaystyle p}, allora {\displaystyle f(x)=x^{p}} definisce un omomorfismo fra anelli iniettivo {\displaystyle f\colon A\to A}, detto omomorfismo di Frobenius.

## Divisibilità, elementi primi e irriducibili
In un anello qualsiasi si possono estendere i concetti di divisibilità e di numero primo presenti in {\displaystyle \mathbb {Z} }: in un anello commutativo le definizioni risultano però molto più semplici, e in un dominio di integrità il rapporto fra gli elementi e l'operazione di prodotto risulta essere più vicino a quanto accade in {\displaystyle \mathbb {Z} }. 

### Divisibilità
Se {\displaystyle a} e {\displaystyle b} sono elementi di un anello commutativo {\displaystyle A}, diciamo che {\displaystyle a} divide {\displaystyle b} o {\displaystyle a} è un divisore di {\displaystyle b} o {\displaystyle b} è un multiplo di {\displaystyle a} se e solo se esiste un elemento {\displaystyle x} in {\displaystyle A} tale che {\displaystyle ax=b}. In questo caso scriviamo {\displaystyle a|b}. Abbiamo le seguenti proprietà:
- se {\displaystyle a|b} e {\displaystyle b|c}, allora {\displaystyle a|c};
- se {\displaystyle a} divide {\displaystyle b}, allora {\displaystyle a} divide ogni multiplo di {\displaystyle b};
- se {\displaystyle a} divide due elementi, allora {\displaystyle a} divide anche la loro somma e la loro differenza.

Gli elementi che dividono {\displaystyle 1} sono le unità di {\displaystyle A}, e sono precisamente gli elementi invertibili di {\displaystyle A}. Le unità dividono ogni altro elemento.
Se {\displaystyle a|b} e {\displaystyle b|a}, allora diciamo che {\displaystyle a} e {\displaystyle b} sono elementi associati; {\displaystyle a} e {\displaystyle b} sono associati se e solo se esiste un'unità {\displaystyle u} tale che {\displaystyle au=b}.

### Elementi primi e irriducibili
Nel tentativo di estendere una definizione di numero primo da {\displaystyle \mathbb {Z} } ad un anello commutativo {\displaystyle A} qualsiasi, si nota subito che due definizioni equivalenti in {\displaystyle \mathbb {Z} } possono non esserlo più in generale. Per questo motivo definiamo due concetti distinti, parlando di elementi irriducibili e primi.
- Un elemento {\displaystyle a} di {\displaystyle A} è irriducibile se non è un'unità e non può essere scritto come prodotto di due non-unità.
- Un elemento {\displaystyle p} che non sia un'unità e diverso da zero di {\displaystyle A} è primo se {\displaystyle p|ab} implica {\displaystyle p|a} oppure {\displaystyle p|b}, per ogni {\displaystyle a} e {\displaystyle b} in {\displaystyle A}.

Le due definizioni coincidono su {\displaystyle \mathbb {Z} }: un numero {\displaystyle n} è irriducibile (o primo) se e solo se {\displaystyle n} oppure {\displaystyle -n} è un numero primo.
Se {\displaystyle A} è un dominio d'integrità, un elemento primo è sempre irriducibile. Supponiamo infatti che {\displaystyle p=ab} dove {\displaystyle a} e {\displaystyle b} sono elementi di {\displaystyle A}. Allora {\displaystyle p} divide {\displaystyle ab}. Quindi {\displaystyle p|a} oppure {\displaystyle p|b} perché {\displaystyle p} è primo. Supponiamo {\displaystyle p|a}, cioè {\displaystyle a=pq}. Quindi {\displaystyle p=pqb}, ovvero {\displaystyle p(1-qb)=0}. Poiché {\displaystyle A} è un dominio di integrità e {\displaystyle p} non è lo zero, abbiamo {\displaystyle qb=1} e quindi {\displaystyle b} è un'unità. Quindi {\displaystyle p} è irriducibile.
In generale, un elemento irriducibile può non essere primo. Se {\displaystyle A} è un dominio a fattorizzazione unica i due concetti sono equivalenti.